# Бульбівці

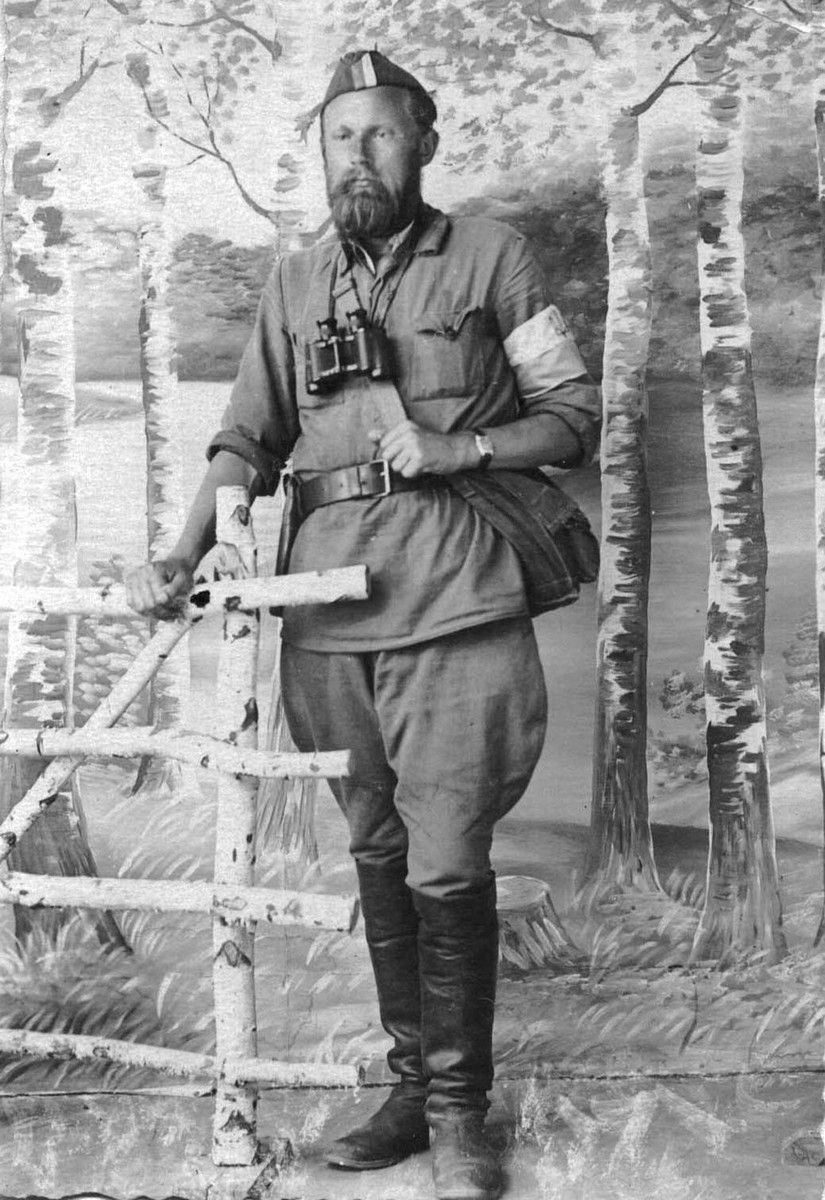
Тарас Бульба-Боровець

Бульбівці (варіант народної назви "бульбаші")— учасники українського визвольного руху на Волинському Поліссі у 40 рр. ХХ століття. Назва походить від керівника цієї локальної течії — Тараса Дмитровича Боровця — «отаман Тарас Бульба».
Діяли бульбівці на теренах Рівненської області, а також кількох районах Житомирщини (Олевський, Городницький). Основна маса вояків була родом з Березнівського, Рокитнівського, Сарненського, Корецького та Гощанського районів Рівненської області.
Серед визначних постатей руху можна назвати братів Бориса та Михайла Симоновичів, Петра Довматюка, Володимира Комара, Анатолія Мандебуру, Миколу Таргонія, Адама Воловодика та інших.

## Формування бульбівського підпілля у 1940-1941 роках
Т. Боровець у спогадах наводить інформацію, що напередодні свого проникнення на територію УРСР він отримав інструкції від військових кіл УНР. Влітку 1940 року Т. Боровець переходить радянсько-німецький кордон в районі м. Холм і прибуває на територію Рівненської області. В околицях м. Степань створює першу нелегальну групу бульбівців в основному з мешканців навколишніх сіл.
У розмовах зі своїми прибічниками влітку-восени 1940 року майбутній отаман озвучував таку структуру уенерівського підпілля: сільська організація на чолі з «сотником», районна організація на чолі з «полковником», обласною організацією керує «отаман».
У одному з радянських документів за весну 1941 року міститься інформація, що Тарас Боровець є керівником окружної уенерівської організації, яка орієнтовно охоплювала Рівне, Ковель, Сарни, Рокитне, Корець, Остріг, Здолбунів. Правда, таку широку географію дій Боровця теж можна ставити під сумнів, оскільки у подальшому його рух себе не проявляв ні у Ковелі, ні у Здолбунові чи Острозі. Щодо Рівного, Корця, Сарн чи Рокитного якихось певних заперечень немає. Дійсно, Т. Боровець у тих околицях мав своїх людей, яких активно використовував упродовж 1940-43 рр.

## Бульбівський рух у часи німецької окупації

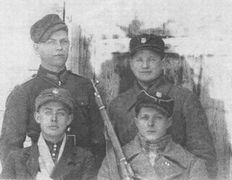
Бульбівці - вояки Поліської Січі

У 1941 році бульбівці були об'єднані у військове формування «Поліська Січ». За різними оцінками його чисельність не перевищувала 1000 осіб. За свідченнями писаря штабу «Поліська Січ» М. Таргонія всього було 700 учаснків, значна частина з яких перебувала у лавах цього формування у кінці серпня на початку вересня 1941 року. У подальшому чисельність «Поліської Січі» була скорочена до 4-ох сотень (300-400 вояків) і становила собою добровольчий курінь. Остаточно «Поліська Січ» була розфоромована 16 листопада 1941 року. Учасники цього формування розійшлись додому, а частина зброї та спорядження була вивезена на таємні лісові склади.
Весною 1942 року Т. Боровець створює загін під назвою «Українська Повстанча Армія», що налічував 5 сотень (бригад). За німецькими джерелами восени 1942 року загін УПА Т. Боровця нараховував 350 вояків. Під час переговорів з представниками ОУН(м) (О. Штуль-"Жаднович" та поручик "Малий") на початку 1943 року Т. Боровець ствердив, що під його керівництвом на той час перебуває 500 вояків.
Влітку 1943 року кілька останніх загонів бульбівців отримують нову назву Українська народно-революційна армія (УНРА).
Рух відзначався певною пасивністю та слабкою дисципліною. Влітку-восени 1943 року основна маса бульбівців була роззброєна загонами УПА, створеними ОУН(б) та боївками СБ ОУН(б). На початку жовтня 1943 року Т. Боровець видає наказ № 105 яким остаточно розпускає свої загони і віддає наказ основній масі бульбівців намагатися легалізуватися.

## Діяльність бульбівців у післявоєнний період
На початку 1945 р. «бульбівське» підпілля активізувало свою діяльність. За документами МДБ  УРСР «Комітет УНРА на Україні» на чолі з уродженцем Рівненщини «Орелюком» охоплював Рівненську, Волинську, Житомирську, Львівську, Станіславську, Вінницьку, Київську та Запорізьку області. Ймовірно, що розвиток мережі УНРА був значно перебільшений співробітниками радянських спецслужб . Певних організаційних успіхів  цей «Комітет» досягнув на півночі Рівненщини, де діяла підпільна організація бульбівців під назвою «7-ма північна група УНРА». Першим її політичним та організаційним провідником був Петро Кудря – «Одинець».Після його виїзду у травні 1945 р. до Львова, його місце зайняв Степан Гожий – «Гаркавий». Військову референтуру очолив Олексій Микитенко – «Чубатий», політичну – Григорій Кудря – «Ярема», розвідки та контррозвідки Трифон Дідух – «Торобей», господарчу – «Гаркавий» (тимчасово), зв’язку – «Гайдук».Територіально «7-ма північна група УНРА» охопила підпільною мережею шість районів Рівненщини.
10 лютого 1946 р. референтура пропаганди Північної групи № 7 УНРА випустила карикатуру проти виборів до Верховної Ради СРСР.
У період з 1947 по 1949 рік активні учасники «7-ї Північної групи УНРА» були виявлені радянськими карально-репресивними органами і заарештовані.
13 серпня 1949 р. відбувся суд над найбільш активними учасниками «7-ї Північної групи УНРА» у м. Рівне. Вироком Особливої Наради при МДБ СРСР усі вони отримали тривалі терміни ув’язнення від 10-ти до 25-ти років таборів.